# Erich Traugott
Erich Traugott (* 18. Mai 1928 in Polen; † 26. Juni 2016) war ein kanadischer Jazz-orientierter Trompeter, der in der Musikszene von Toronto aktiv war.

## Leben und Wirken
Traugott kam im Säuglingsalter mit seinen Eltern nach Kanada; als Kind lernte er sowohl Piano als auch Trompete. Ein Stipendium ermöglichte, dass er am Peabody Conservatory in Baltimore studierte; dann spielte er im dortigen Sinfonieorchester, bevor er 1952 nach Toronto zurückkehrte. Er war in den folgenden Jahren als Studiomusiker für zahlreiche Fernseh- und Radioshows des Senders CBC, Filmsoundtracks, Bühnenproduktionen und -konzerte tätig. Im Bereich des Jazz arbeitete er Mitte der 1950er-Jahre in der Bigband Nimmons ‘n’ Nine (der frühesten Band von Phil Nimmons) und ab 1988 als Lead-Trompeter in Rob McConnells The Boss Brass, in der er u. a. auch die Vokalensembles  The Hi-Lo’s und The Singers Unlimited begleitete. Im Bereich des Jazz war er zwischen 1956 und 1986 an 60 Aufnahmesessions beteiligt, außer den genannten Bands mit  Bert Niosi, Bob McMullin, Ron Collier, Duke Ellington (1967), Jimmy Dale, Gene Lees (Gene Lees Sing the Gene Lees Songbook), Guido Basso, Ed Bickert, Peter Appleyard und Sammy Nestico.